# Миллиарды
«Миллиа́рды» (англ. Billions) — американский драматический телесериал с Дэмиэном Льюисом и Полом Джаматти в главных ролях. Двенадцать эпизодов шоу были заказаны телеканалом Showtime в марте 2015 года. Премьера состоялась 17 января 2016 года, однако первый эпизод стал доступен 1 января 2016 года онлайн.
Всего было выпущено семь сезонов «Миллиардов». Премьера первой половины пятого сезона состоялась 3 мая 2020 года. Премьера второй половины пятого сезона состоялась 5 сентября 2021 года. В октябре 2020 года сериал был продлён на шестой сезон, премьера которого состоялась 23 января 2022 года. В феврале 2022 года сериал был продлён на седьмой сезон. В июне 2023 года стало известно, что 7 сезон станет последним.

## Сюжет
В центре сюжета сериала две крупнейшие фигуры финансового мира США: миллиардер Бобби «Акс» Аксельрод — успешный бизнесмен, глава хедж-фонда Axe Capital, который смог сколотить состояние в неспокойное время после событий 11 сентября и финансового кризиса, и прокурор Южного округа Нью-Йорка Чак Роадс, который узнает о теневой деятельности фонда, связанной с инсайдерской активностью Аксельрода, и решает начать расследование против него. Конфликт осложняется тем, что в компании Аксельрода работает психологом жена Чака — Венди. Акс очень дорожит ею и не хочет того, чтобы она покинула штат фонда из-за возможного конфликта интересов. Венди постоянно находится между противниками этого конфликта.
Чак ищет и находит компромат на противника. В середине первого сезона Бобби отказывается от сделки с прокуратурой с отступными в 1,9 млрд долл., из-за словесной перепалки с Чаком при подписании бумаг. Каждая из сторон полна коварства и использует свои связи для создания ловушек для оппонента в этой жесткой борьбе.
В конце второго сезона Чак добивается своего. Аксельрод арестован и вынужден провести некоторое время в тюрьме. Он начинает распродажу активов своей компании. Выйдя из тюрьмы под залог, Акс начинает новое финансовое предприятие. Интересы противоборствующих сторон сталкиваются вокруг компании Ice Juice, владельцем акций которой являются отец Чака Роадса и его ближайший друг и адвокат Ари Шиммер. В результате ряда обстоятельств угроза тюремного заключения нависает над Венди, которая приняла участие в торгах акциями Ice Juice. Это заставляет Чака Роадса и Роберта Аксельрода встретиться и разработать план спасения Венди. В концовке третьего сезона непримиримые соперники неожиданно оказываются за одним столом с бокалами вина в руках.
В четвёртом сезоне Бобби Аксельрод и Чак Роадс объединяются в борьбе с их личными противниками — генеральным прокурором Уэйлоном «Джоком» Джеффкоутом, который организовал отставку Чака, и Тейлор Мейсон, которая внезапно ушла из Axe Capital, уведя большой инвестиционный портфель от Бобби. Весь сезон посвящен этой сложной конфронтации, в ходе которой всем сторонам придется бросить все свои силы на борьбу и даже пожертвовать личными отношениями. Несмотря на то, что казалось бы, оба главных героя оказываются в выигрыше, в конце сезона Чак снова объявляет негласную войну главе Axe Capital.

## В ролях
= Главная роль в сезоне
     = Второстепенная роль в сезоне
     = Гостевая роль в сезоне
     = Не появляется

### Основной состав
| Пол Джаматти     | Чарльз «Чак» Роадс-мл.    | 12 | 12 | 12 | 12 | 12 | 12 | 12 | 84 |
| Дэмиэн Льюис     | Роберт «Бобби» Аксельрод  | 12 | 12 | 12 | 12 | 12 |    | 6  | 66 |
| Мэгги Сифф       | Венди Роадс               | 12 | 12 | 12 | 12 | 12 | 11 | 12 | 83 |
| Малин Акерман    | Лара Аксельрод            | 12 | 12 | 8  | 1  |    |    |    | 33 |
| Тоби Леонард Мур | Брайан Коннерти           | 12 | 12 | 12 | 12 | 1  |    | 2  | 51 |
| Дэвид Костабайл  | Майк «Вагс» Вагнер        | 12 | 12 | 12 | 12 | 12 | 12 | 12 | 84 |
| Кондола Рашад    | Кейт Сэкер                | 12 | 12 | 11 | 12 | 12 | 12 | 12 | 83 |
| Азия Кейт Диллон | Тейлор Эмбер Мейсон       |    | 11 | 12 | 12 | 12 | 12 | 9  | 68 |
| Джеффри Деманн   | Чарльз Роадс-ст.          | 6  | 9  | 10 | 12 | 12 | 10 | 12 | 71 |
| Келли Окойн      | «Доллар» Билл Стерн       | 9  | 10 | 11 | 12 | 12 | 3  | 12 | 69 |
| Кори Столл       | Майкл Томас Аквиний Принс |    |    |    |    | 10 | 12 | 12 | 34 |
| Дэниел Брейкер   | Роджер «Скутер» Данбар    |    |    |    |    | 10 | 12 | 12 | 34 |
| Сакина Джаффри   | Дэвиша «Дэйв» Махар       |    |    |    |    |    | 8  | 12 | 20 |
| Тони Гоинс       | Филлип Чарин              |    |    |    |    |    | 8  | 12 | 20 |
| Всего эпизодов   | Всего эпизодов            | 12 | 12 | 12 | 12 | 12 | 12 | 12 | 84 |

- Пол Джаматти — Чарльз «Чак» Роадс-младший: Федеральный прокурор Южного округа Нью-Йорка. Роудс безжалостен к состоятельным преступникам, которые пытаются откупиться от правосудия. Будучи влиятельным чиновником на посту федерального прокурора, Роадс борется между тем, чтобы не оказаться в тени свой жены Венди, которая зарабатывает больше него, и своим властным отцом. Он учился в Йеле (как и его жена и отец) и у него есть слепой трастовый фонд, попечителем которого является его отец. В частной жизни он и его жена участвуют в ролевых играх в стиле БДСМ, где Чак является «рабом» Венди. Персонаж вольно основан на Элиоте Спитцере и Прите Бхараре[англ.].
- Дэмиэн Льюис — Роберт «Бобби» Аксельрод: амбициозный миллиардер, менеджер хедж-фонда Axe Capital и выпускник университета Хофстра. Он был одним из выживших после терактов 11 сентября и оплачивает обучение детей своих коллег, погибших во Всемирном торговом центре. Он невероятно щедр на публике, но использует инсайдерскую торговлю и взятки, чтобы увеличить капитал своей фирмы. У него есть животные инстинкты, которые позволяют ему быть чрезвычайно успешным в своей торговой карьере. В некоторой мере прообразом персонажа послужил Стивен А. Коэн, глава хедж-фонда SAC и владелец бейсбольной команды New York Mets.
- Мэгги Сифф — Венди Роадс, M.D.: психолог, штатный аналитик по развитию кадрового потенциала в Axe Capital и жена Чака Роадса-младшего. Она обладает самообладанием, мотивацией и чрезвычайно успешна. У неё крепкие отношения со своим боссом, Аксельродом, с которым она работает уже более 15 лет.
- Малин Акерман — Лара Аксельрод: жена Бобби Аксельрода и бывшая медсестра (которая сохраняет свою профессиональную лицензию). Она происходит из низшего класса, но оставила прежнюю жизнь позади. Предана своему мужу и детям. Её брат Дин был пожарным, погибшим во время терактов 11 сентября. Ларе очень не нравятся близкие отношения Акса с Венди.
- Тоби Леонард Мур — Брайан Коннерти: руководитель целевой группы по борьбе с мошенничеством с ценными бумагами и сырьевыми товарами в Южном округе Нью-Йорка. Он также является помощником Роадса.
- Дэвид Костабайл — Майк «Вагс» Вагнер: главный операционный директор в Axe Capital и правая рука Аксельрода[12].
- Кондола Рашад — Кейт Сэкер, помощник прокурора в Южном округе Нью-Йорка.
- Азия Кейт Диллон — Тейлор Эмбер Мейсон (второстепенный состав — 2 сезон; основной — 3 сезон): небинарный аналитик в Axe Capital, которые становятся близкими к Аксу, и их назначают главным инвестиционным директором Axe Capital.
- Джеффри Деманн — Чарльз Роадс-старший: отец Чака, очень богатый человек со связями и инвестор, который часто использует своё положение, чтобы вмешиваться в дела своего сына[13][14][15].
- Келли Окойн — «Доллар» Билл Стерн: трейдер Axe Capital (второстепенный состав — 1-3 сезоны; основной — 4 сезон).
- Кори Столл — Майкл Томас Аквиний Принс, миллиардер, соперник Аксельрода, владелец Axe Capital (7 сезон).
- Дэниел Брейкер — Роджер «Скутер» Данбар, правая рука Майкла Принса

### Второстепенный состав
- Дэн Содер — Дадли Мейфи, трейдер в Axe Capital.
- Малаки Уир — Лонни Уотли: помощник прокурора США в Южном округе Нью-Йорка.
- Терри Кинни — Холл: фиксатор на зарплате Аксельрода, который выполнял «грязную работу» и скрылся после ареста Аксельрода в финале 2 сезона, но вернулся в середине 3 сезона
- Гленн Флешлер — Оррин Бак: адвокат Аксельрода.
- Стивен Канкен — Ари Спайрос: бывший одноклассник Чака из юридической школы и следователь из SEC. В 3 сезоне Спайрос становится главой отдела комплаенса в Axe Capital.
- Нейтан Дэрроу — Майк Данциг: сотрудник Axe Capital, которому Аксельрод помог снять обвинения по поводу оружия и который ушёл из фирмы по этическим причинам после того, как она обанкротила город Сандикот.
- Бен Шенкман — Айра Ширмер: адвокат и бывший одноклассник Чака из юридической школы.
- Сэм Гилрой — Майкл Димонда: репортёр из «The Wall Street Journal».
- Деннис Буцикарис — Кеннет Малверн, соперник Аксельрода, который возглавляет конкурирующий хедж-фонд.
- Джерри О’Коннелл — Стивен Бёрч, соперник Аксельрода, который возглавляет конкурирующий хедж-фонд
- Кристофер Денам — Оливер Дейк, прокурор США в Восточном округе Нью-Йорка.
- Дэниел К. Айзек — Бен Ким: американец корейского происхождения, выпускник Стэнфордского университета и сотрудник Axe Capital с первого сезона[16].
- Роб Морроу — Адам Деджулио.

Первый сезон
- Сьюзан Миснер — агент Терри Маккью
- Скотт Коэн — Пит Декер
- Дебора Раш — Эллен Роадс
- Мелисса Эррико — Джун Райклейн
- Остин Пендлтон — Гус Квилл
- Кристофер Пол Ричардс — Дин Аксельрод
- Стивен Паскаль — Чейз
- Энтони Эдвардс — отставной судья Уит Уилкокс

Второй сезон
- Эрик Богосян — Лоуренс Бойд: гендиректор инвестиционного банка Spartan Ives
- Дэнни Стронг — Тодд Кракоу: соперник Аксельрода по хедж-фонду и, по состоянию на 3 сезон, новый министр финансов
- Дэвид Стрэтэйрн — «Блэк» Джек Фоули: могущественный игрок на политической арене штата Нью-Йорк
- Мэри-Луиз Паркер — Джордж Минчак: специалист по проверке кандидатов для Фоули
- Джеймс Уок — Крэйг Хайдекер
- Тэмми Бланчард — Мелани
- Аллан Харви — Карл Аллард

Третий сезон
- Майк Бирбилья — Оскар Лангстраат: деструктивный венчурный капиталист
- Клэнси Браун — Уэйлон «Джок» Джеффкоут: генеральный прокурор США
- Джон Малкович — Григорий Андолов: российский миллиардер[17]

Четвёртый сезон
- Нина Арианда — Ребекка Канту, инвестор[18].
- Джейд Эшете — Лорен Тёрнер
- Саманта Мэтис — Сара Хэммон, операционный директор Taylor Mason Capital[19]
- Кевин Поллак — Дуглас Мейсон, отец Тейлор[18]

Пятый сезон
- Джулианна Маргулис — Кэтрин Брэнт, профессор социологии в Университете Лиги плюща и автор бестселлеров
- Рома Маффиа — Мэри Энн Грэмм, окружной прокурор Манхэттена
- Фрэнк Грилло — Нико Таннер, современный художник

## Эпизоды
| Сезон | Серии | Серии | Даты показа     | Даты показа     |
| Сезон | Серии | Серии | Первая серия    | Последняя серия |
| ----- | ----- | ----- | --------------- | --------------- |
| 1     | 12    | 12    | 17 января 2016  | 10 апреля 2016  |
| 2     | 12    | 12    | 19 февраля 2017 | 7 мая 2017      |
| 3     | 12    | 12    | 25 марта 2018   | 10 июня 2018    |
| 4     | 12    | 12    | 17 марта 2019   | 9 июня 2019     |
| 5     | 12    | 7     | 3 мая 2020      | 14 июня 2020    |
| 5     | 12    | 5     | 5 сентября 2021 | 3 октября 2021  |
| 6     | 12    | 12    | 23 января 2022  | 10 апреля 2022  |
| 7     | 12    | 12    | 13 августа 2023 | 29 октября 2023 |

## Отзывы критиков
Сериал «Миллиарды» получил в основном положительные отзывы. На Metacritic сериал получил 72 баллов из ста на основе 58 «в целом благоприятных» рецензий критиков. На Rotten Tomatoes шоу имеет 74 % «свежести», что основано на 34-х отзывах со средним рейтингом 6,4/10. Критический консенсус сайта гласит: «Несмотря на отсутствие симпатичных зрителям персонажей, сериал „Миллиарды“ сочетает в себе черты мелодрамы и чего-то большего, чем картина жизни; это позволяет предположить, что его будут пересматривать раз за разом».